# 310 (tal)
310 (trehundratio) är det naturliga talet som följer 309 och som följs av 311.

## Inom vetenskapen
- 310 Margarita, en asteroid

## Inom matematiken
- 310 är ett jämnt tal